# Тягинка

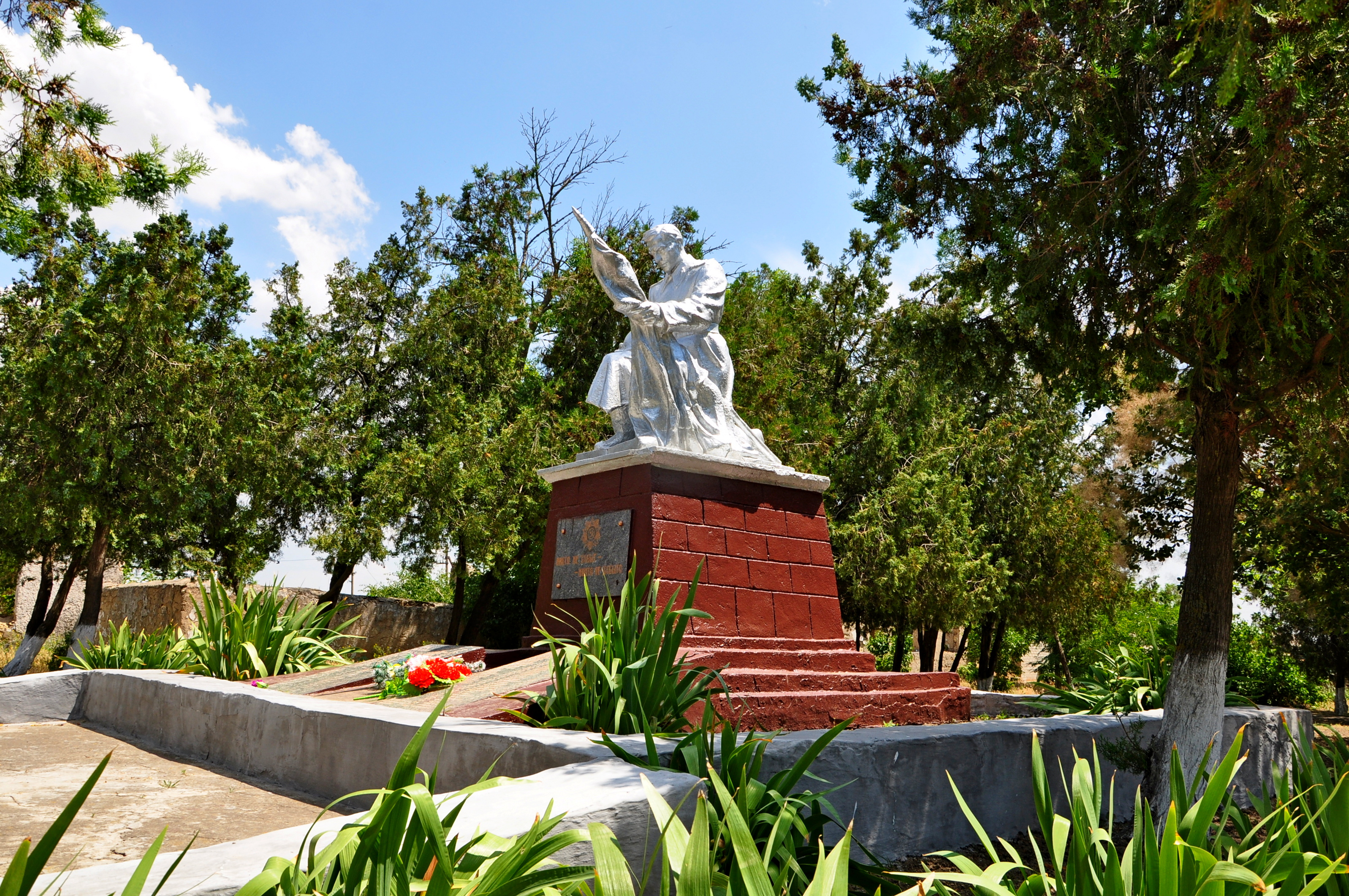

Тяги́нка — село в Україні, у Тягинській сільській громаді Бериславського району Херсонської області. До 2020 центр Тягинської сільської ради. Колишній центр Тягинської волості. Населення до Російського вторгнення в Україну у 2022 році становило 2031 особу.

## Географія
На північно-західній околиці села річка Балка Короля впадає у річку Тягинку.

## Історія
У другій половині XVII ст. поряд із селом знаходилась турецька фортеця Тягинь, яка навесні 1673 року була успішно атакована Іваном Сірком.
Острів Мале Городище — поселення доби бронзи.
Острів Велике Городище — античне поселення, залишки середньовічної фортеці Тягин.
Заснована генуезцями, наприкінці XV століття захоплена турками. 1492 року українські козаки захопили біля Тягина турецький корабель. Це був перший відомий в історії бій козаків з турками. 1673 року фортецю Тягин атакував кошовий отаман Іван Сірко, а 1693 року — Семен Палій. Наприкінці XVII століття фортеця припинила своє існування.
З 1781 року функціонувала Миколаївська церква, на місці якої в 1807 році була облаштована нова, кам'яна.
Станом на 1886 рік у містечку при річці Тягінка мешкала 1241 особа, налічувалось 220 дворів, церква православна, позиково-ощадне товариство, 5 лавок, постоялий двір.
Село постраждало від Голодомору, проведеного радянським урядом у 1932—1933 роках. Комуністична влада здійснювала примусове вилучення хліба. Згідно з мартирологом Національної книги пам'яті України, складеного на основі різних джерел, встановлено імена 17 загиблих. Проте загиблих набагато більше. За встановленими даними відомо про 124 особи, проте їхні імена не ідентифіковано.

### Російське вторгнення в Україну (з 2022)

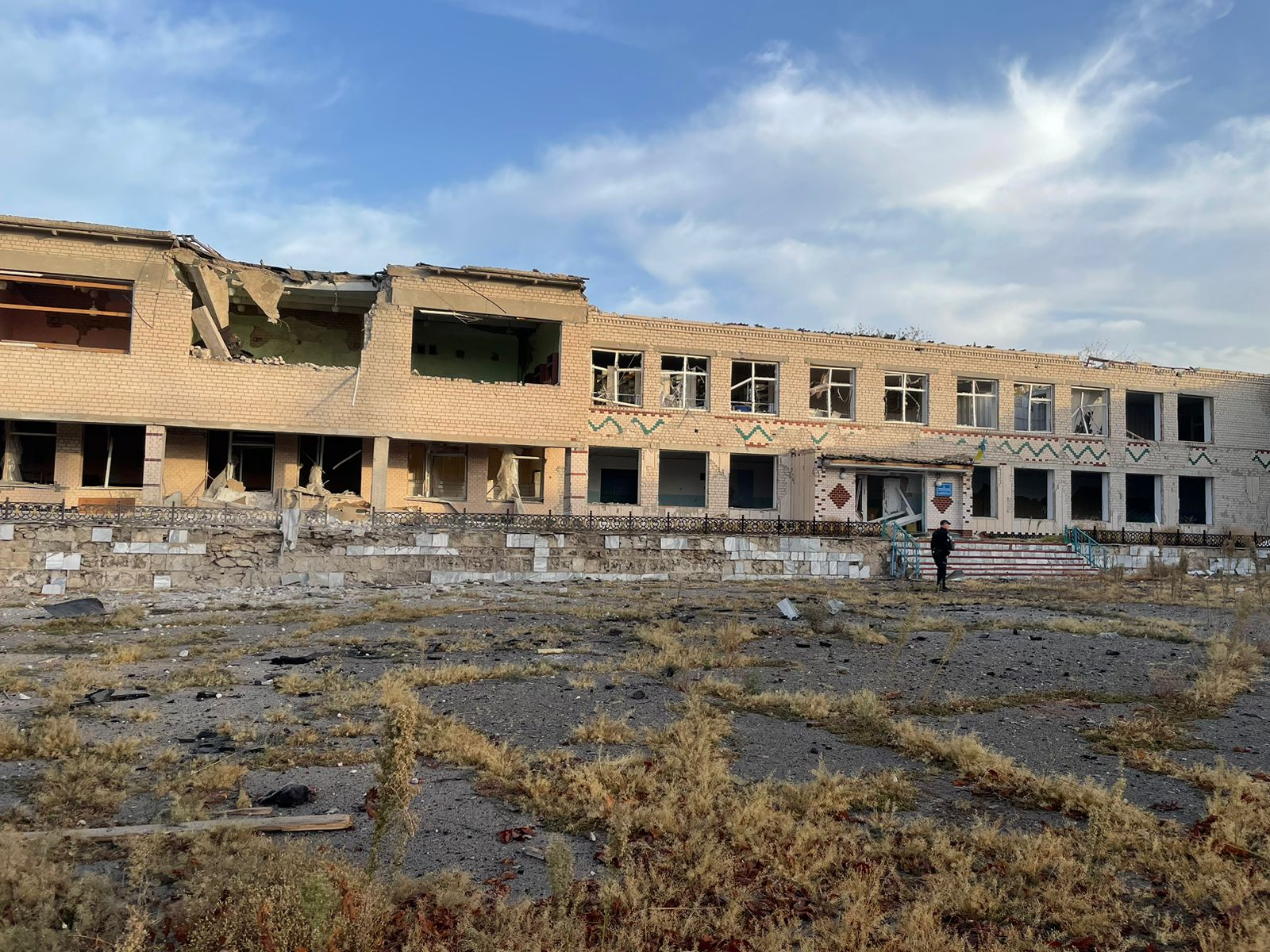
Сільський ліцей після авіаудару 21 жовтня 2023 року

24 лютого 2022 року Тягинка опинилась в російській окупації.
6 вересня 2022 року ЗСУ завдали високоточного удару по російському складу боєприпасів у Тягинці.
2 листопада російськими військами у селі було підірвано вежу зв'язку Vodafone.
9 листопада російськими військами під час контрнаступу ЗСУ в селі було підірвано два мости, що з'єднували правий та лівий берег Херсонської області.
11 листопада село було звільнено з-під російської окупації.
Після звільнення село перебуває під постійним вогнем російської армії, що обстрілюють село з Лівобережжя Херсонської області.
6 лютого 2023 року окупанти обстріляли село, пошкодивши будинки місцевих жителів.
1 травня 2023 року відбувся артобстріл села, в результаті якого пошкоджено або зруйновано понад десятка житлових будинків.
Уночі 6 червня 2023 року російські війська підірвали Каховську ГЕС, вода пішла вниз за течією річки Дніпро, починаючи підтоплювати Тягинку, протягом наступних днів стало відомо, що в селі затоплено близько 50 житлових будинків, також було підтоплено Фортецю Тягинь.
7 грудня 2023 року російські війська вчергове обстріляли село із застосуванням РСЗВ, як наслідок поранили 4 місцевих жителів.

## Населення

### Мовний склад
Рідна мова населення за даними перепису 2001 року:
| Мова            | Кількість | Відсоток |
| --------------- | --------- | -------- |
| українська      | 1853      | 91.24%   |
| російська       | 171       | 8.41%    |
| білоруська      | 3         | 0.15%    |
| румунська       | 1         | 0.05%    |
| інші/не вказали | 3         | 0.15%    |
| Усього          | 2031      | 100%     |

## Археологічні розвідки
Археологічні дослідження о. Велике Городище проводилися у 1913 та 1992-1993 роках.
1992 року, за ініціативи Херсонського коша Українського козацтва, на о. Велике Городище встановлено пам'ятник на честь 500-річчя Українського козацтва.
2017 року під час проведення робіт поблизу села, археологами виявлено сліди фортеці часів Кримського ханства і середньовічного городища. Тут знайшли татарські монети, середньовічний посуд і навіть, залишки керамічного водогону, яким вже тоді користувалися. Завдяки ковальським виробам дослідники визначили, що тут колись проходили кордони Великого князівства Литовського часів князя Вітовта. Знайдені артефакти вчені передали до Херсонського обласного краєзнавчого музею.

## Пам'ятки
У центрі села встановлено пам'ятник Богданові Хмельницькому. 1954 року його було встановлено на кургані поруч з Тягинкою. 1992 року перенесено до центру села.
На кургані за селом, де стояв старий пам'ятник, у 1992 році було встановлено новий пам'ятник, що цитує вірш Григорія Сковороди «De Libertate» про Хмельницького: «Будь славѣн вовѣк, о муже избраннѣ, Вольносты отче, Гѣрою Богданѣ!».

## Галерея

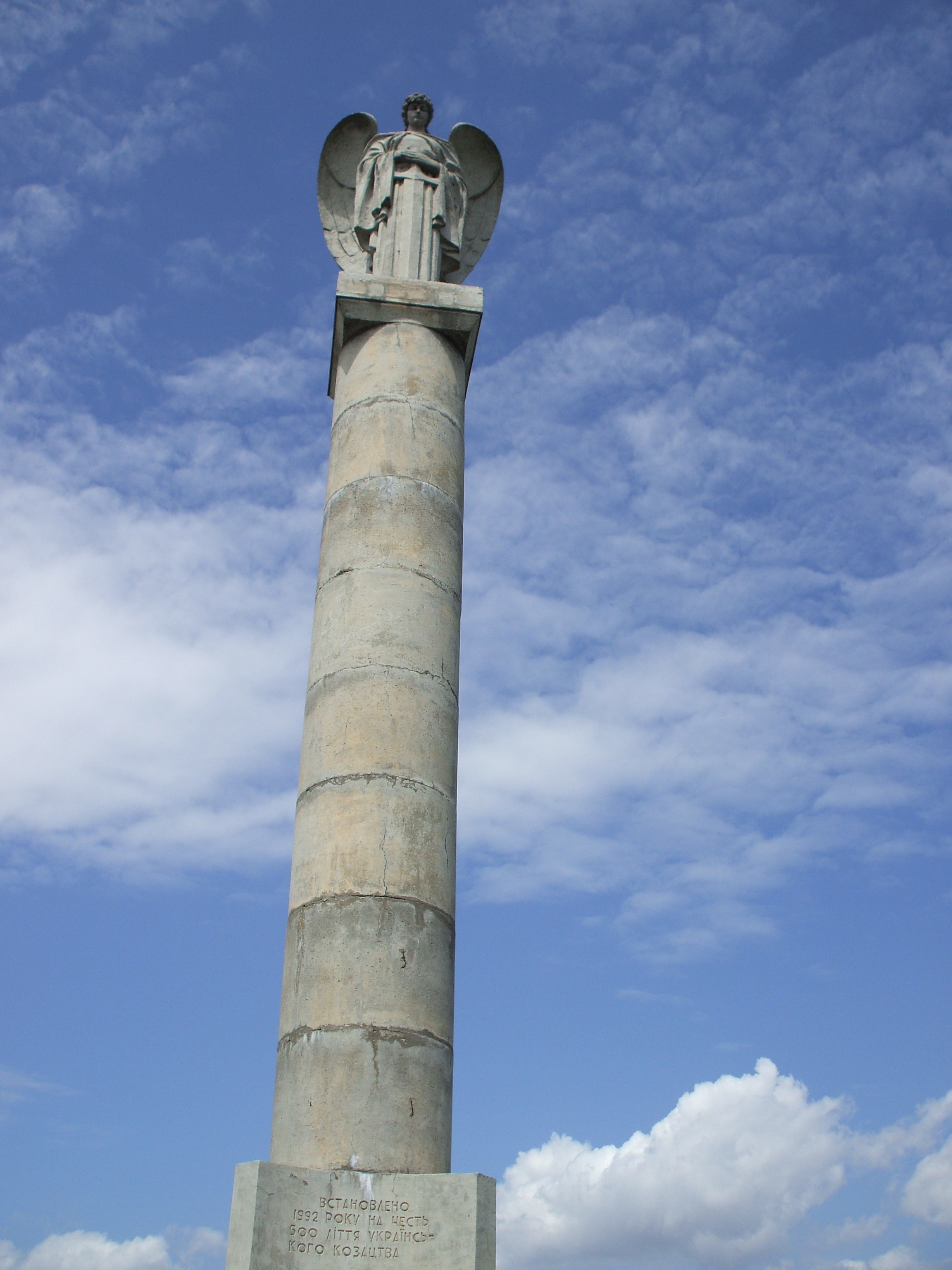
Пам'яті першого бою запорожців у 1492 році
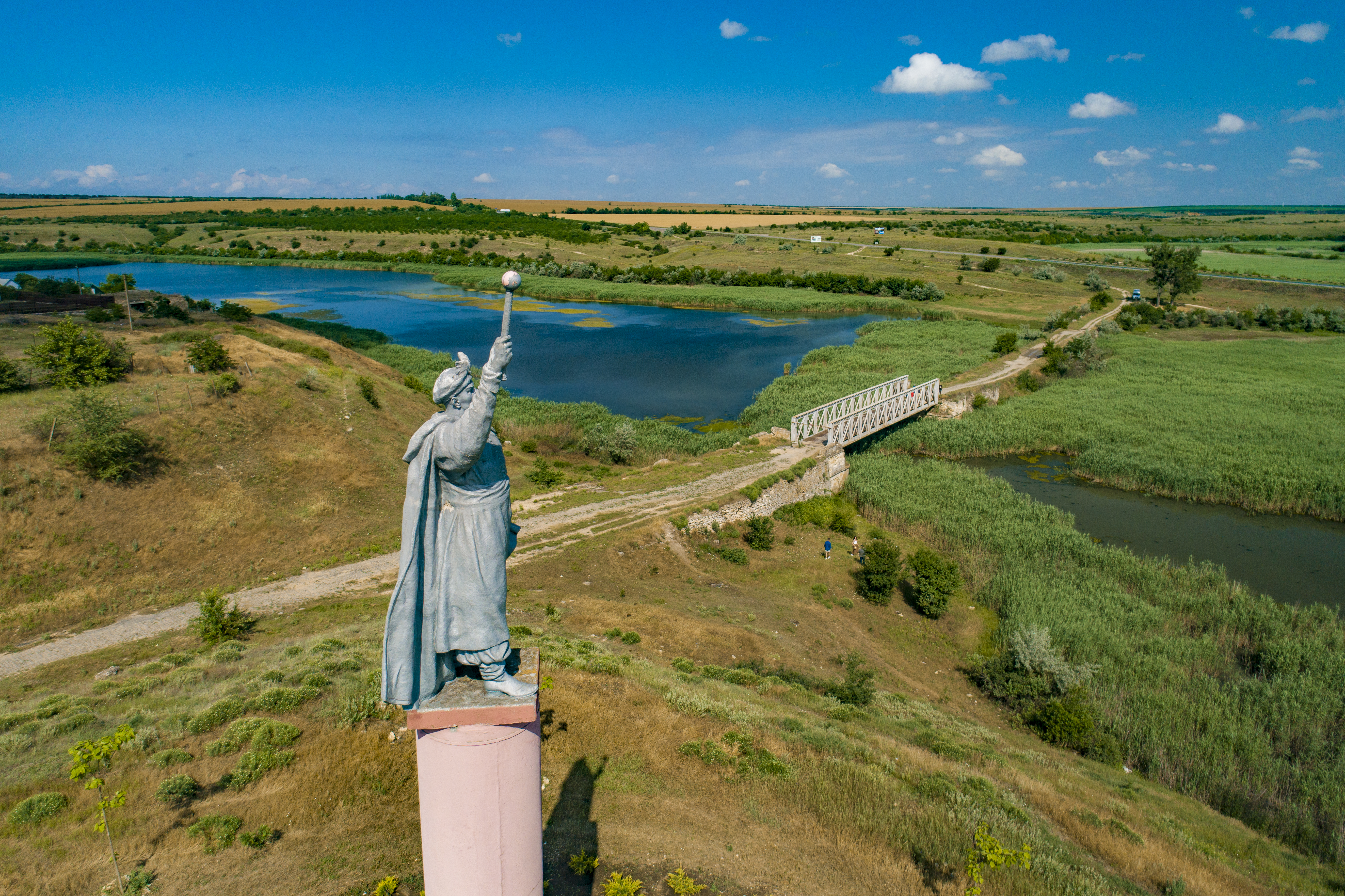
Пам'ятник Богдану Хмельницькому з висоти
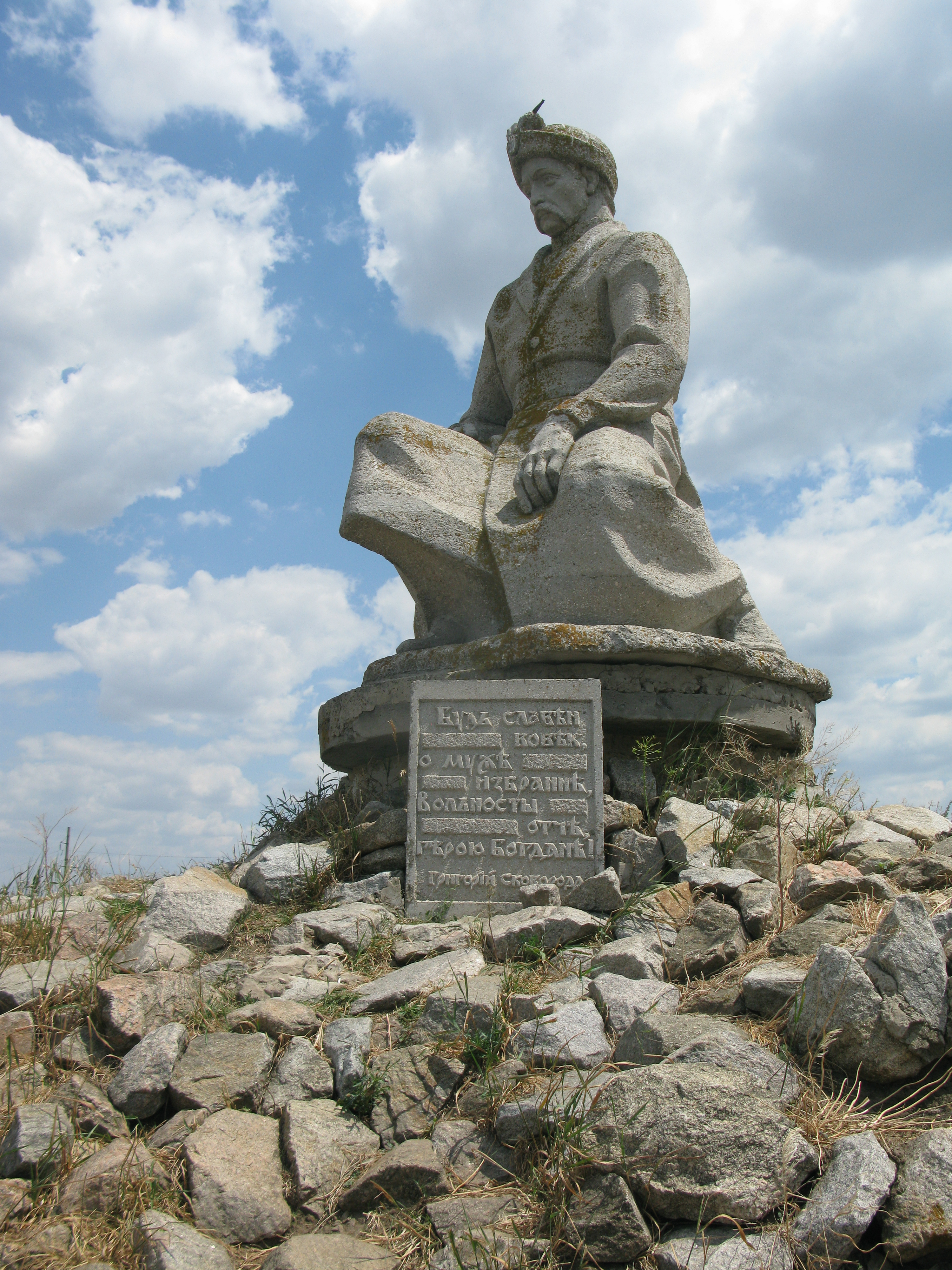
Пам'ятник Хмельницькому на кургані поруч з Тягинкою

## Люди
- Гайдученко Людмила Григорівна (* 1966) — радянська і українська спортсменка, тренер. Неодноразова чемпіонка й рекордсменка світу з пауерліфтингу й армліфтингу.